# Марк Вебер
Марк Ве́бер (англ. Mark Weber; нар. 9 жовтня 1951, Портленд, штат Орегон, США) історик, ревізіоніст, з 2000 року директор Інституту перегляду історії.

## Біографія
Закінчив єзуітську середню школу у 1969 в місті Портленд. Вивчав історію в Іллінойському університеті, Мюнхенському університеті, Портландському університеті отримав ступінь бакалавра з історії (з відзнакою). Написав дипломну роботу з історії в Індіанському університеті (Блумінгтон), де працював викладачем історії й отримав ступінь магістра в галузі європейської історії в 1977 році.
Автор багатьох статей, оглядів, нарисів і есе, що стосуються історичних, політичних і соціальних проблем, зокрема, з різних питань сучасної європейської історії, які з'являлися в різних періодичних виданнях.
Вебер був гостем на численних ток- і радіо-шоу, з'являвся багато разів на телебаченні, в тому числі на національному мовленні у популярних шоу «Hannity and Colmes» і «Montel Williams». Він провів незліченні інтерв'ю на телебаченні, радіо і в друкованій пресі по всіх Сполучених Штатах Америки, також у Великій Британії, Німеччини, Швеції, Лівані, Ірані, Південній Африці та інших країнах.
Протягом п'яти днів у березні 1988 року давав свідчення з «остаточного вирішення» і голокостного питання в ході судового розгляду в Окружному суді міста Торонто.
Багато подорожував по Європі й північно-західній Африці. Жив і працював протягом двох з половиною років у Німеччині (Бонн і Мюнхен), деякий час у Гані (Західна Африка), де викладав англійську мову, історію і географію в середній школі для чорних.
Протягом п'яти років жив у Вашингтоні (округ Колумбія) (1978—1983), де провів широкі історичні дослідження в Національному архіві та бібліотеці Конгресу США стосовно німецької єврейської політики у воєнний час і з питань, пов'язаних з голокостом. Вебер є автором понад 100 праць, оглядів і статей, що стосуються історії голокосту: його твори на інші історичні, політичні і соціальні проблеми з'являлися в різних виданнях.
На початку 1991 року переїхав до Південної Каліфорнії на роботу до Інституту перегляду історії. З квітня 1992 по грудень 2000 року був редактором відомого журналу «Journal of Historical Review», що видавався інститутом шість разів на рік.
У нього двоє дітей: дочка (1996) і син (1998).

## Відео
- A «Holocaust» Debate--Mark Weber vs Michael Shermer
- Mark Weber Institute For Historical Review (Part 1)
- Mark Weber Institute For Historical Review (Part 2)